# ヒラツメガニ
ヒラツメガニ（平爪蟹、学名：Ovalipes punctatus ）は、エビ目・カニ下目・ワタリガニ科に分類されるカニ。北海道以南の海から、渤海、東シナ海に生息する。日本では主に東日本で食用とされる。

## 名称
第五脚は遊泳脚となっており、爪先が平たいことから平爪蟹の名が付いた。
一般の流通量が少なく、地元消費が多いカニであるため地方名が多い。北海道稚内市ではヘラガニ、青森県の八戸市、おいらせ町ではヒラガニと呼ぶ。ひたちなか市や九十九里町ではキンチャクガニと呼び、鹿島灘から外房では丸ガニまたは「丸」と呼び、内房など各地では甲の模様をHの字に見立ててエッチガニと呼ぶ。山形県庄内地方ではシロガニと呼ぶなど、多様な呼び名で呼ばれる。
中国で正式な漢名では「細点圓趾蟹」と称するが、市場では「沙蟹」や「台湾蟹」などと呼ばれる事が多い。韓国では「깨다시꽃게 ケダシコッケ」と呼ぶ。

## 特徴
甲幅は10cmをやや超える程度。ガザミと同じく第二脚から第四脚は歩脚であるが、第五脚は遊泳脚(ヒレ脚)であり、遊泳して移動することもできる。第一脚（鋏脚）の下側に突起が並んでおり、左右のこの部分をこすって発音する。
波打ち際から水深100mの浅海域に生息するが、特に波打ち際から水深20m程度に集中する。普段は砂や岩陰でじっとしているが、夜行性であり、小魚やエビ等を捕食する。繁殖期は秋～春であるが、主に10月-11月、2月-4月に抱卵個体が多い
。

## 利用

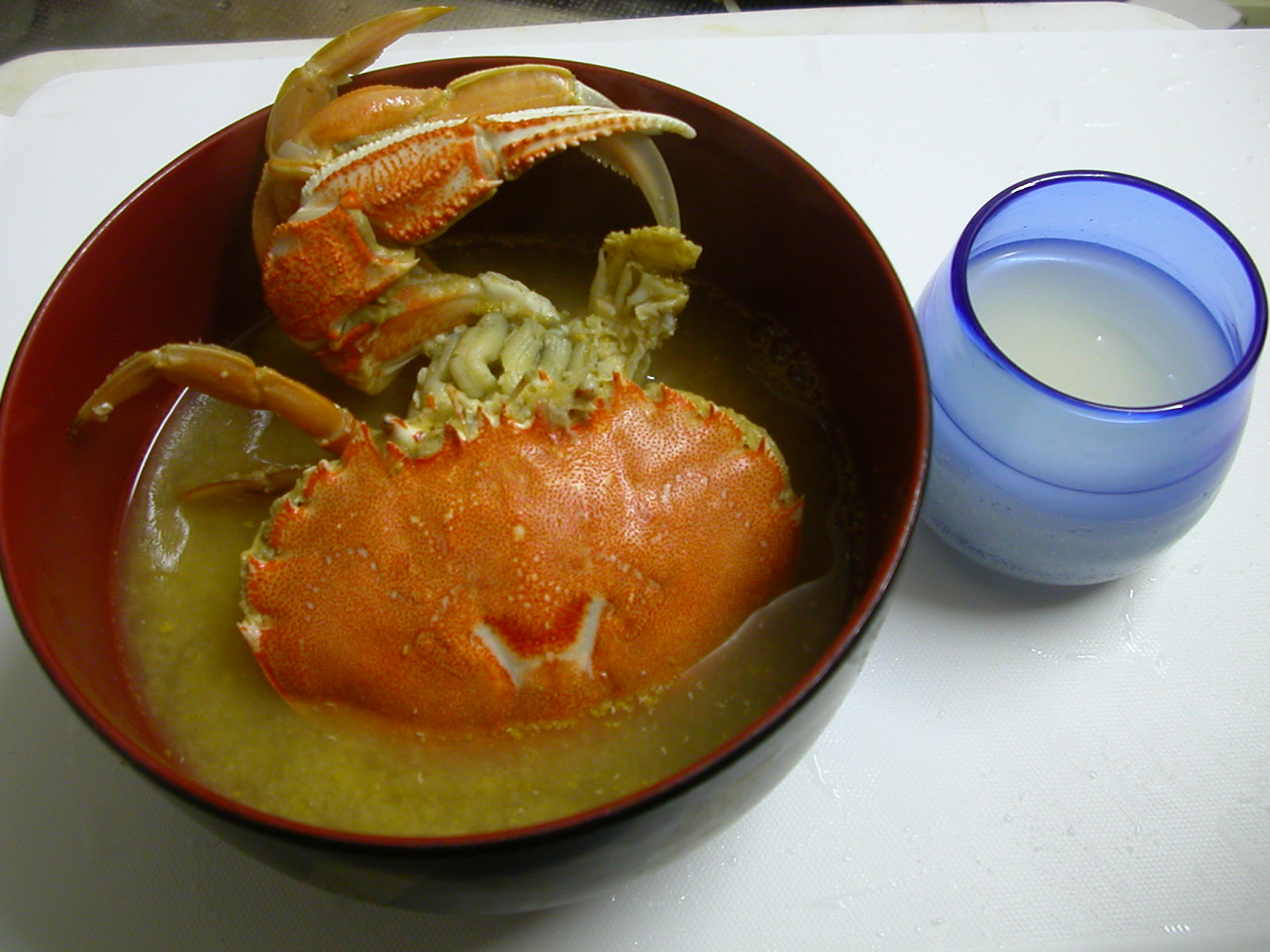
ヒラツメガニの味噌汁（日本）

中型のカニであるが、美味であり癖がないためいろいろな料理に用いられる。漁獲量、流通量が多くないため、海沿いで地元消費されることが多い。大きさは小さいが潮干狩りでも獲れることがある。
特にカニミソが美味であるため、日本、特に東日本の産地ではぶつ切りにしたものを味噌汁や鍋料理として食べることが多い。渤海から東シナ海沿岸の中国山東省、浙江省、福建省や台湾、韓国などでも消費されている。韓国でも鍋料理（チゲ）、味噌汁（テンジャンクク）などにされるが、中国では蒸したり、炒めて食べる事が多い。